# Мортон, Лью
Джеймс Льюис Мортон (англ. James Lewis Morton; 4 сентября 1920 — 30 мая 1996) — профессиональный игрок в бейсбол, который выступал на профессиональном уровне с 1946 по 1959 год.
Родился в городе Форт-Скотт, Канзас. Начал свою профессиональную карьеру в команде «Сент-Луис Кардиналс», совершив 12 хоум-ранов в своём дебютном сезоне.
С 1961 по 1962 год он руководил «Миддлсбро Сенаторз».
Позднее свыше 30 лет Лью Мортон работал скаутом в клубах «Лос-Анджелес Доджерс» (1970—1995), а также «Нью-Йорк Янкис» и «Вашингтон Сенаторз».
Скончался в 1996 году.